# Cerodirphia flavosignata
Cerodirphia flavosignata is een vlinder uit de familie nachtpauwogen (Saturniidae), onderfamilie Hemileucinae.
De wetenschappelijke naam van de soort is voor het eerst geldig gepubliceerd door F. Johnson & Michener in 1948.